# An American Translation
An American Translation è una traduzione della Bibbia in inglese americano, la cui prima edizione fu pubblicata dal 1923 al 1927 dalla casa editrice dell'Università di Chicago.
L'edizione fu curata da un gruppo di studiosi diretti da John Merlin Powis Smith, che si occupò anche della traduzione dell'antico Testamento.  Edgar J. Goodspeed tradusse separatamente i libri del Nuovo Testamento e gli apocrifi, volumi che furono poi integrati nella collana editoriale.
Nella prefazione al testo edito nel '49, Goodspeed scrisse:
(Edgar J. Goodspeed, An American Translation, 1949)

## Comitato editoriale
Il comitato editoriale fu composto dai seguenti studiosi:
Antico Testamento
- Alexander R. Gordon;
- Theophile J. Meek;
- J. M. Powis Smith;
- Leroy Waterman.

Nuovo Testamento e apocrifi
- Edgar J. Goodspeed,
- Moses Hadas: rabbino statunitense dell'Ebraismo ortodosso[4], di genitori yiddish[5], firmò la prefazione di ad alcune edizioni degli apocrifi.[6]